# Aduairia
Aduairia (em árabe: الظويهرية; romaniz.: Adh-Dhuwayhriyah) é uma cidade da província de Daira e do vilaiete de Danque, no Omã. No censo de 2010, tinha 1 454 habitantes, 1 327 omanis e 127 forâneos. Compreende área de 5,2 quilômetros quadrados.